# درد خفیف
درد مختصر (به انگلیسی: A Slight Ache) نمایشنامه ای است به نویسندگی هارولد پینتر.

## نمایش‌نامه
نمایشنامه‌ی «درد مختصر» چهارمین نمایشنامه‌ی پینتر است. اجرای این نمایش در صحنه‌ی تئاتر به‌دلیل وجود شخصیتی متفاوت به‌نام «کبریت‌فروش» بسیار مشکل می‌نماید. به همین‌خاطر متن نمایشی «درد مختصر» تاکنون بیشتر به‌صورت رادیویی اجرا شده است. «درد مختصر» مانند اغلب آثار پینتر با یک اضمحلال کامل به‌پایان می‌رسد. این نمایشنامه که توسط رضا دادویی به فارسی برگردانده شده بارها در ایران به روی صحنه رفته است.

### شخصیت‌های نمایش:
- ادوارد
- فلورا
- کبریت فروش

## ترجمه اثر
- «درد مختصر»، رضا دادویی، انتشارات سبزان.
- «درد خفیف»، غلامرضا صراف